# 1570
1570 (MDLXX) fue un año común comenzado en domingo del calendario juliano.

## Acontecimientos
- Supuesta aparición de la  Virgen de la Paz en Venezuela
- 9 de enero: a Lima (Perú) llega una real cédula del rey Felipe II de España en la que este ordena que se establezca la Santa Inquisición en este virreinato.
- 8 de febrero: en el sur de Chile, un fuerte terremoto de 8,3 sacude a la ciudad de Concepción dejando un saldo de 2.000 muertos.
- 4 de marzo: Fundación de la ciudad de Guadalajara de Buga, ubicada en el Valle del Cauca, Colombia
- 15 de julio: frente a las costas de Tazacorte, en la isla canaria de La Palma, el pirata francés protestante Jacques de Sores y sus hombres asesinan a 40 misioneros jesuitas (los mártires de Tazacorte, que eran 32 portugueses y 8 españoles) que se dirigían a Brasil.

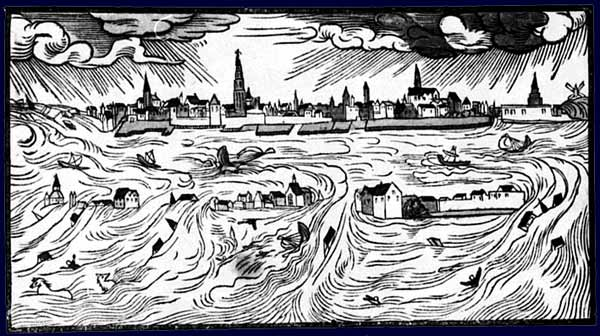
Dibujo de Hans Moser en 1570 de la inundación en los Países Bajos.

- 12 de octubre: se funda la Villa de la Purísima Concepción de Celaya, por un grupo de colonos vascos por disposición del virrey Martín Enríquez de Almanza.
- 1 de noviembre: en los Países Bajos, la Inundación de Todos los Santos —posiblemente la marejada ciclónica más alta de la Historia de ese país— mata a unas 20 000 personas.
- 17 de noviembre: Un terremoto de 5,5 sacude la ciudad italiana de Ferrara.
- 14 de diciembre: Fundación de la hidalga ciudad de Ocaña  por el comandante Francisco Fernández de Contreras.
- A ochenta años de la llegada de los españoles a América ya se encuentran unos 180 000 colonos en las Indias, que dependen económica y políticamente de la metrópoli.

## Arte y literatura
- El arquitecto italiano Andrea Palladio (Padua, 1508 - Vicenza, 1580) publica en Venecia Los cuatro libros de la Arquitectura
- Se comienzan las obras de la Catedral de Jaén.

## Ciencia y tecnología
- Se publica Theatrum Orbis Terrarum de Abraham Ortelius en Amberes.

## Nacimientos
- Beatriz de Aguilar religiosa española, que escribió poesía en el siglo XVI-XVII.
- 13 de abril. Guy Fawkes, conspirador católico del siglo XVI que se hizo famoso por tratar de matar al rey Jacobo I de Inglaterra y de derrumbar el Palacio de Westminster con pólvora junto con otros conspiradores. Cada año y cada 5 de noviembre, en Inglaterra se queman varias estatuas de Guy y se lanzan muchos fuegos artificiales como recordatorio de su fiereza al enfrentarse al Gobierno corrupto Inglés. En la actualidad, se usa mucho la máscara de Guy Fawkes para entretenimiento o de amaneza por parte de hackers.
- Hümaşah Sultan futura Valide sultan y una de las mujeres más influyentes del Imperio Otomano.

## Fallecimientos
- Alonso Covarrubias, arquitecto y escultor español.
- Gaspar Dávila, primer heredero del Mayorazgo de Dávila y fundador de este junto a su tío Francisco Dávila el 23 de agosto de 1554 en Santo Domingo.
- Manuel da Nobrega, jesuita, uno de los fundadores del Brasil.